# Gabinet Santer-Poos I
El Gabinet Santer-Poos I va formar el govern de Luxemburg del 20 de juliol de 1984 al 14 de juliol de 1989. Va ser el primer dels tres gabinets dirigits pel primer ministre Jacques Santer. Al llarg del ministeri, el viceprimer ministre va ser Jacques Poos.
Es va formar després de les eleccions legislatives luxemburgueses de 1984. Va representar una coalició entre Santer del Partit Popular Social Cristià (CSV) i Poos del Partit Socialista dels Treballadors (LSAP), que havien estat elegits com els partits més majoritaris de la legislatura.

## Antecedents
A les eleccions del 17 de juny de 1984, el Partit Democràtic va perdre un escó en comparació amb les eleccions anteriors, mentre que el CSV va guanyar un més. L'LSAP va fer grans canvis, guanyant 21 escons. Des de les eleccions de 1979, el nombre d'escons a la legislatura havia estat elevat de 59 a 64. Parcialment, això era degut al fet que el vot d'esquerres ja no es va dividir entre el LSAP i el Partit Socialdemòcrata. Amb l'anterior primer ministre Pierre Werner retirat de la vida política, Jacques Santer ara estava obligat a formar un govern, i el seu CSV va entrar en coalició amb el LSAP. Aquesta coalició duraria tres períodes legislatius.

## Política exterior
El gabinet Santer-Poos va estar actiu en el projecte d'integració europea, en tractar de salvaguardar els interessos de Luxemburg. Durant sis mesos a partir de l'1 de juliol de 1985 Luxemburg va ocupar la presidència de la Comunitat Europea.
Durant aquest període, es van prendre decisions importants per impulsar el procés d'integració europea. Al Consell europeu de Milà, els dies 28-29 de juny de 1985 es van crear les bases per a la futura Acta Única Europea, l'objectiu de la qual era desmantellar les barreres internes entre els Estats membres de la Unió Europea i introduir la lliure circulació de béns, capitals i serveis.
A més a més d'Europa, els països en desenvolupament es van convertir en un objectiu important de la política exterior de Luxemburg. A partir de 1984, el secretari d'Estat per al comerç exterior i la cooperació, Robert Goebbels, va presentar tres projectes de llei que van organitzar l'ajut al desenvolupament luxemburguès d'una manera coherent, va crear el Fons de Cooperació per al Desenvolupament (Fonds de la Cooperació au développement), els subsidis estatals regulars a les organitzacions no luxemburguesos i noves mesures fiscals introduïdes per fomentar la filantropia.

## Política econòmica
La crisi estructural a la indústria de l'acer va continuar sent un problema important per a la política econòmica del govern, encara que la crisi estava començant a disminuir. Com se'n va anar, en general, començant a evolucionar en una direcció més positiva, el govern va començar a afluixar una mica en la política d'austeritat que havia estat vigent des de l'inici de la crisi. Les lleis de 24 de desembre de 1984, i de 30 de juny de 1986, van obrir el sistema d'indexatge automàtic de sous i salaris.
El gabinet Santer-Poos va continuar amb la política dels seus predecessors. El declivi de la indústria de l'acer es va veure compensat per la promoció de noves indústries. El marc jurídic establert per l'Estat era favorable per al desenvolupament dels sectors financers i de mitjans de comunicació. El govern va donar una garantia de l'Estat, per tal de permetre el finançament del sistema de satèl·lits Astra. Després d'haver tingut un cert èxit al domini de les emissions de televisió per satèl·lit, les autoritats van tractar de donar suport a la producció audiovisual. La llei del 13 de desembre 1988 va presentar certificats d'inversió audiovisual, que van donar als seus propietaris considerables desgravacions fiscals. En el curs del mateix any, el govern va adaptar la legislació existent d'una directiva europea de 1985 relativa al marc jurídic sobre organismes d'inversió col·lectiva en valors mobiliaris. Aquesta adaptació va donar un nou impuls al sector de fons d'inversió.

## Política social
En política social, el govern va aplicar una política dirigida a reforçar la solidaritat nacional. Es va procedir a augmentar les assignacions familiars i les pensions. Una novetat important va ser la introducció d'un ingrés mínim garantit.

## Composició
| Nom   | Nom                 | Partit | Càrrec |
| ----- | ------------------- | ------ | --- |
|       | Jacques Santer      | CSV    | Primer Ministre Ministre de Finances                                                                      |
|       | Jacques Poos        | LSAP   | Viceprimer Ministre Ministre d'Afers Exteriors Ministre d'Economia Ministre del Tresor                    |
|       | Bernard Berg        | LSAP   | Ministre de Salut Ministre de Seguretat Social                                                            |
|       | Robert Krieps       | LSAP   | Ministre de Justícia Ministre de Medi Ambient Ministre de Cultura                                         |
|       | Fernand Boden       | CSV    | Ministre d'Educació Nacional i Joventut Ministre de Turisme                                               |
|       | Jean Spautz         | CSV    | Ministre de l'Interior Ministre de Família, Habitatge Social i Seguretat Social                           |
|       | Jean-Claude Juncker | CSV    | Ministre de Treball Delegat al Departament de Finances                                                    |
|       | Marcel Schlechter   | LSAP   | Ministre de Transports Ministre d'Obres Públiques ministre d'Energia                                      |
|       | Marc Fischbach      | CSV    | Ministre d'Agricultura i Viticultura Ministre de Funció Pública Ministre d'Educació Física i Esports      |
|       | Johny Lahure        | LSAP   | Secretari d'Estat d'Economia                                                                              |
|       | René Steichen       | CSV    | Secretari d'Estat d'Agricultura i Viticultura                                                             |
|       | Robert Goebbels     | LSAP   | Secretari d'Estat d'Afers Exteriors, Comerç Exterior i Cooperació Secretari d'Estat per la Classe Mitjana |
| Font: |                     |        | |